# George Dawe
George Dawe (Londres, 1781 — id., 15 de outubro de 1829) foi um pintor de retratos inglês. Principal retratista da Galeria Militar. 